# 巽他鹃鵙
巽他鹃鵙（学名：Coracina larvata）是山椒鸟科鸦鹃鵙属的一种。分布于印度尼西亚和马来西亚。其自然栖息地是亚热带或热带的湿润山地。